# كلية دبلن الجامعية
كلية جامعة دبلن (بالإنجليزية: University College Dublin)‏ و(بالأيرلندية: An Coláiste Ollscoile, Baile Átha Cliath) كلية أيرلندية تقع في دبلن أنشئت عام 1854 من قبل جون هنري نيومان، وهي جامعة رائدة في الدراسة على مستوى الدراسات العليا، وتقدم العديد من الدورات الدراسية في كلياتها في مجالات الفنون والهندسة. الجامعة اليوم هي أكبر جامعة في أيرلندا وتعد موطن لحوالي 5,000 طالب أجنبي

## الكليات
1. كلية الزراعة والعلوم الغذائية والطب البيطري.
  1. مدرسة الزراعة والعلوم الغذائية.
  2. مدرسة الطب البيطري.
2. كلية الفنون والعلوم السلتية.
  1. مدرسة الآثار.
  2. مدرسة تاريخ الفنون والسياسة الثقافية.
  3. مدرسة الكلاسيكيات.
  4. مدرسة اللغة الإنكليزية، الدراما والأفلام.
  5. مدرسة العلوم الإيرلندية والسلتية، الفلكلور واللسانيات الإيرلندية.
  6. مدرسة اللغات والآداب.
  7. مدرسة الموسيقى.
3. كلية الأعمال والقانون.
  1. مدرسة الأعمال.
    1. مدرسة كوين للأعمال.
    2. مدرسة مايكل سمرفيت للدراسات العليا للأعمال.

  2. مدرسة القانون.
4. كلية الهندسة والعمارة.
  1. مدرسة العمارة.
  2. مدرسة الهندسة الكيميائية والعمليات الحيوية.
  3. مدرسة هندسة النطم الحيوية.
  4. مدرسة الهندسة المدنية والإنشائية والبيئية.
  5. مدرسة الهندسة الكهربائية والإلكترونية والاتصالات.
  6. مدرسة الهندسة الميكانيكية والمواد.
5. كلية العلوم الصحية.
  1. مدرسة الطب والعلوم الصحية.
  2. مدرسة التمريض والتوليد والنظم الصحية.
  3. مدرسة الصحية العامة والعلاج الطبيعي والعلوم السكانية.
6. كلية العلوم البشرية.
  1. مدرسة العلوم التطبيقية الاجتماعية.
  2. مدرسة الاقتصاد.
  3. مدرسة التربية.
  4. مدرسة الجغرافيا والتخطيط والسياسة البيئية.
  5. مدرسة المعلومات ودراسات المكتبات.
  6. مدرسة الفلسفة.
  7. مدرسة العلاقات السياسية والدولية.
  8. مدرسة علم النفس.
  9. مدرسة العدالة الاجتماعية.
  10. مدرسة علم الاجتماع.
7. كلية العلوم.
  1. مدرسة الأحياء والعلوم البيئية.
  2. مدرسة العلوم الطبية الحيوية والجزيئية الحيوية.
  3. مدرسة علوم الحاسوب والمعلوماتية.
  4. مدرسة العلوم الجيولوجية.
  5. مدرسة العلوم الرياضية.
  6. مدرسة الفيزياء.

## معرض صور

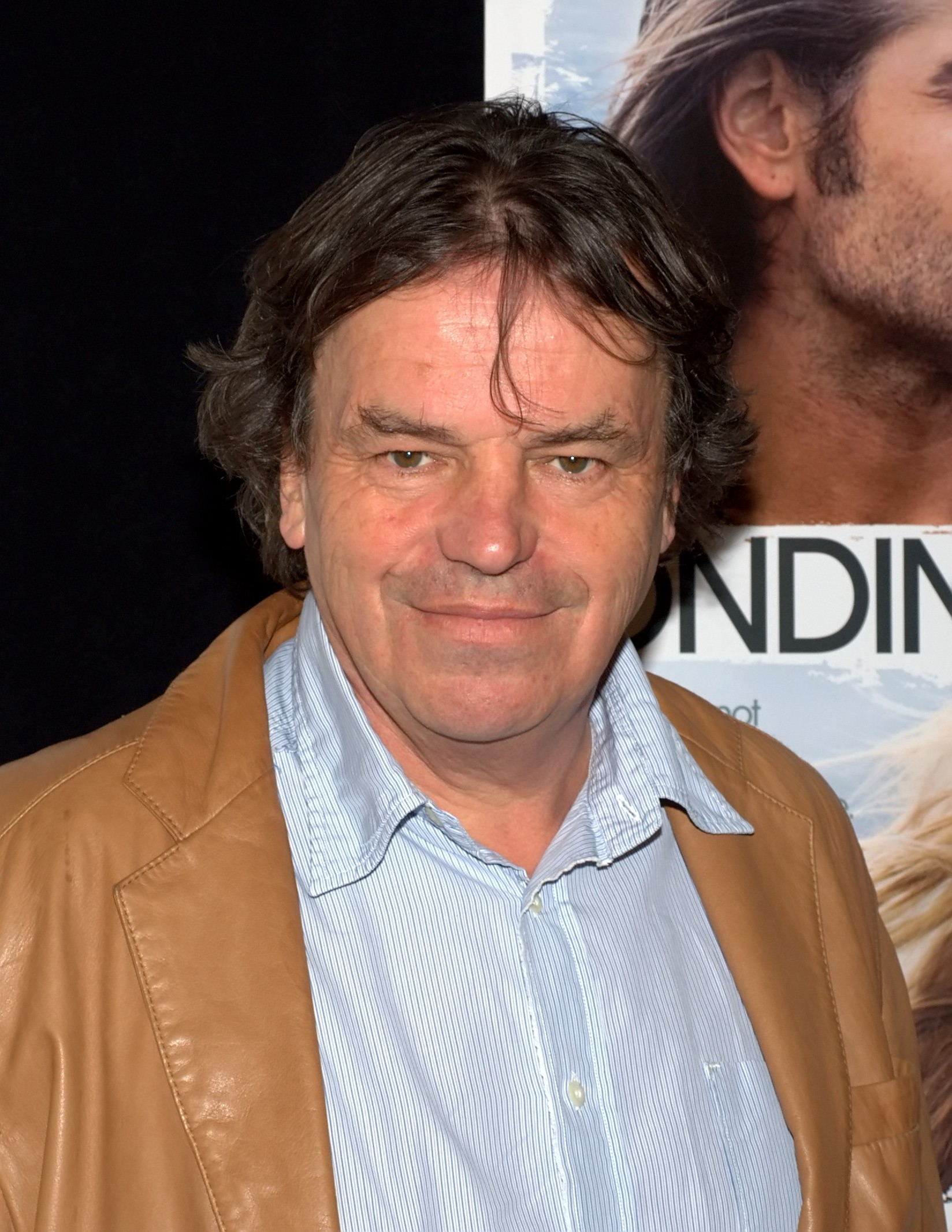
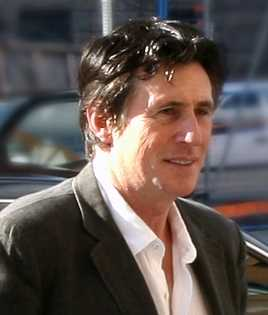
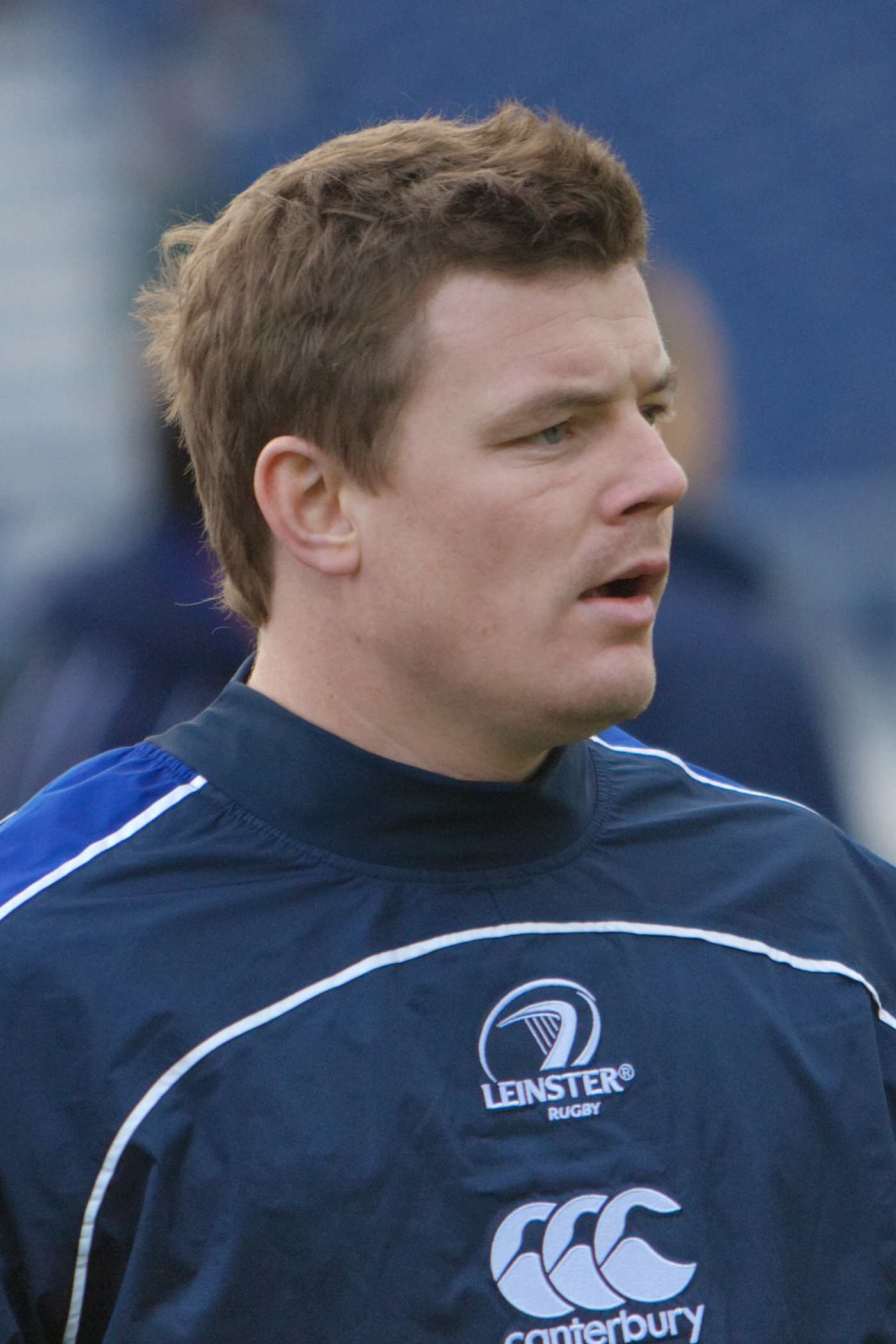
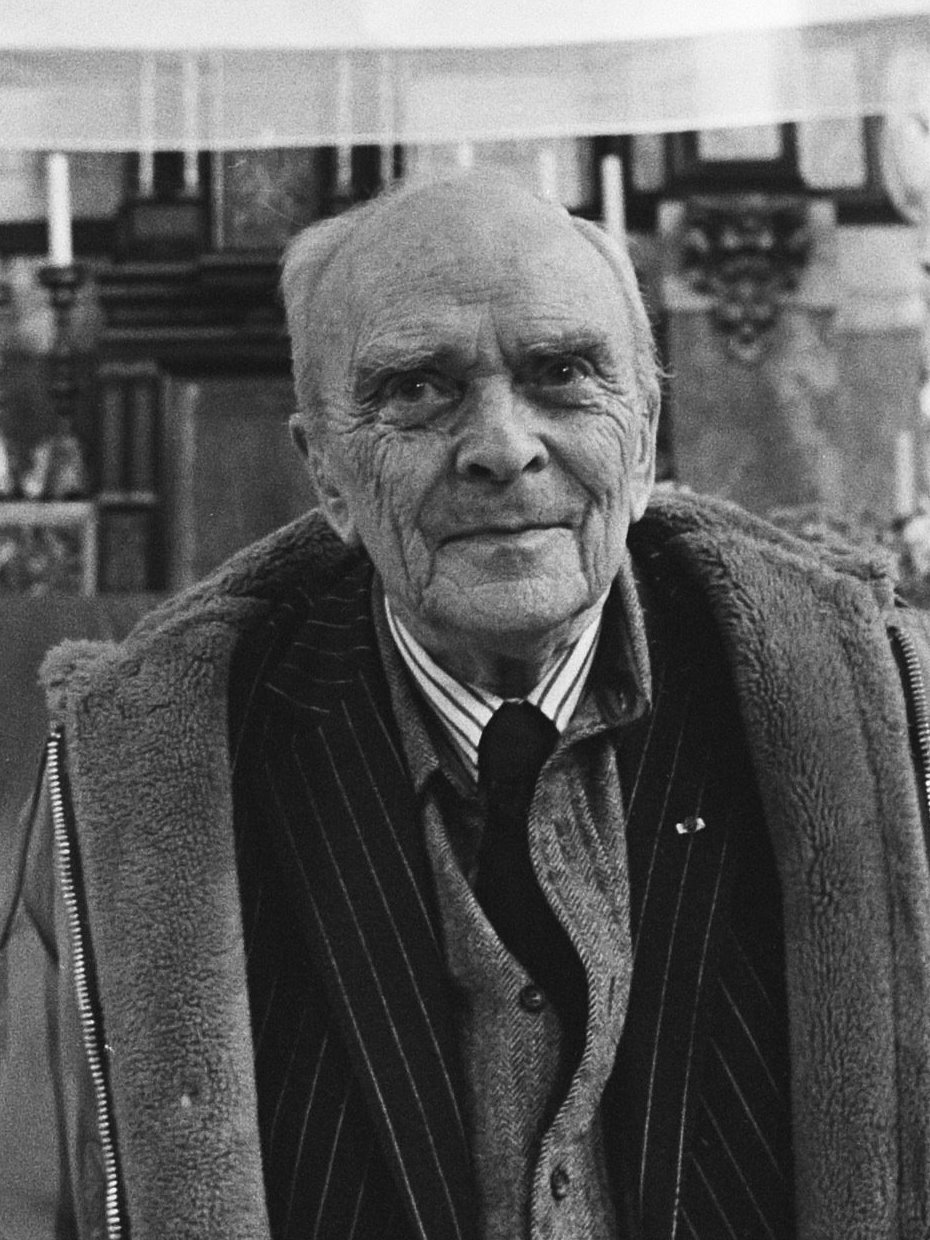
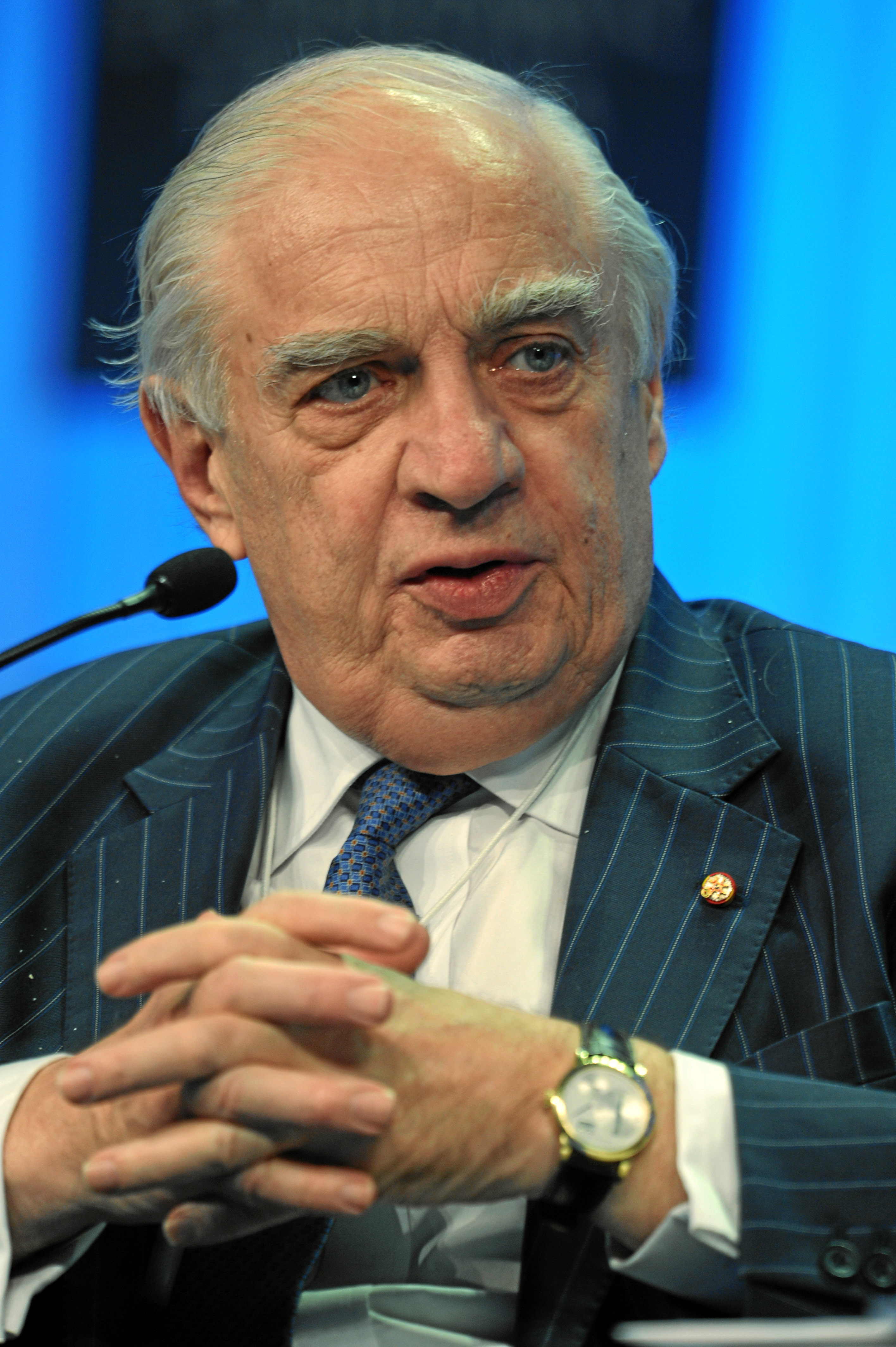
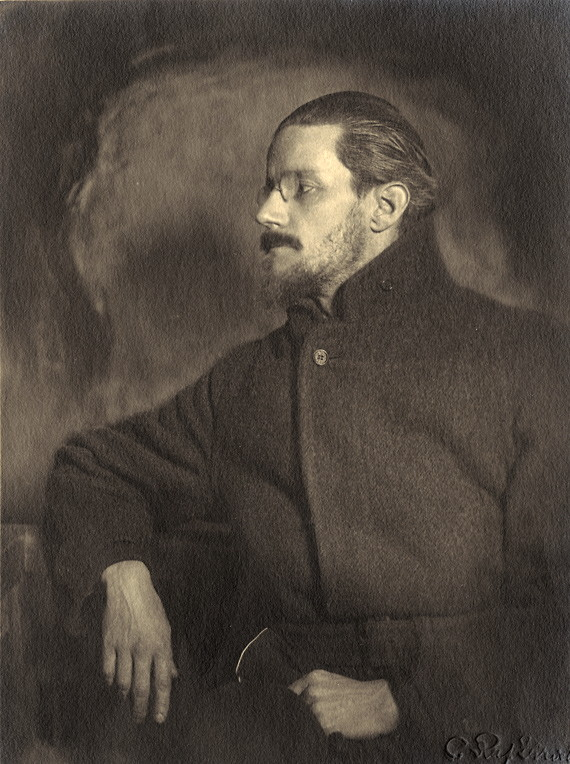